# 桑飼村
桑飼村（くわかいむら）は、京都府与謝郡にあった村。現在の与謝野町の南東部にあたる。

## 地理
- 河川：野田川

## 歴史
- 1889年（明治22年）4月1日 - 町村制の施行により、温江村・明石村・香河村の区域をもって発足。
- 1954年（昭和29年）12月1日 - 与謝村・加悦町と合併し、改めて加悦町が発足。同日桑飼村廃止。